# Liu Zhenmin
Liu Zhenmin (李军华S, Liú ZhènmínP; Lüliang, agosto 1955) è un politico e diplomatico cinese.

## Biografia
Liu Zhenmin è nato nel 1955 nella città-prefettura di Lüliang, contea di Lan, nella provincia dello Shanxi.
Si è laureato presso l'Università di Pechino in lingua e letteratura inglese nel 1978 e in legge nel 1981.
Ha iniziato la sua carriera diplomatica nel 1982 presso il Ministero degli affari esteri nel Dipartimento trattati e diritto.
Nel periodo 1984-1988 ha fatto parte della Missione permanente della Repubblica popolare cinese presso le Nazioni Unite.
Nel 1988 è tornato a Pechino ricoprendo l'incarico di Terzo segretario e Vice direttore del Dipartimento trattati e diritto del Ministero degli affari esteri.
Nel 1992-1995 ha fatto parte della Missione permanente della Repubblica popolare cinese presso l'Ufficio delle Nazioni Unite a Ginevra e altre organizzazioni internazionali con sede in Svizzera.
Nel 1995 è tornato a Pechino ricoprendo l'incarico di Primo segretario e consigliere del Dipartimento trattati e diritto del Ministero degli affari esteri.
Nel 1998 è stato nominato Vice direttore generale del Dipartimento trattati e diritto del Ministero degli affari esteri, divenendone Direttore nel 2003.
Nel 2006-2009 è stato Ambasciatore e Vice rappresentante permanente della Missione permanente della Repubblica popolare cinese presso le Nazioni Unite.
Nel 2009-2011 è stato Assistente del Ministro degli affari esteri.
Nel 2011-2013 è stato Ambasciatore e Rappresentante permanente della Missione permanente della Repubblica popolare cinese presso l'Ufficio delle Nazioni Unite a Ginevra e altre organizzazioni internazionali con sede in Svizzera.
Il 9 giugno 2013 il Consiglio di Stato della Repubblica Popolare Cinese ha nominato Liu Zhenmin Vice ministro degli Affari esteri.
Il Segretario generale delle Nazioni Unite António Guterres ha nominato Liu Zhenmin Sottosegretario generale del Dipartimento per gli affari economici e sociali (DESA) delle Nazioni Unite a partire dal 26 luglio 2017.

Tra le mansioni del nuovo incarico Liu Zhenmin ha sostenuto i processi di attuazione dell'Agenda 2030 per lo sviluppo sostenibile, ha supervisionato le riunioni annuali della seconda commissione (ECOFIN) e della terza commissione (SOCHUM) dell'Assemblea generale delle Nazioni Unite, le riunioni del Consiglio economico e sociale delle Nazioni Unite (ECOSOC), compreso il Development Cooperation Forum (DCF), e il lavoro degli organi sussidiari dell'ECOSOC, ha anche avuto il ruolo di coordinatore del Comitato esecutivo per gli affari economici e sociali (ECESA), è stato consulente al Segretario generale delle Nazioni Unite su tutte le questioni relative allo sviluppo, inclusi il cambiamento climatico, la governance di internet e la finanza per lo sviluppo.
Nel 2023 ha fatto parte della delegazione cinese alla COP28 di Dubai.
Il 12 gennaio 2024 è stato nominato Inviato speciale della Repubblica popolare cinese per il cambiamento climatico in sostituzione di Xie Zhenhua, che si è dimesso per motivi di salute.